# أبراهام يونبول
أبراهام فيلم جوينبول A.W.T Juynboll  مستشرق هولندي ابن المستشرق تيودور، ولد سنة 1882م الموافق نحو 1300هـ.

## آثاره
- ترجمة لاتينية لكتاب التنبيه في فقه الشافعية , للشيخ «إبراهيم بن علي الشيرازي» الملقب بأبي إسحاق.
- كتاب البلدان للشيخ اليعقوبي, أبو واضح.